# Ikkamiut
Ikkamiut [ˈikːamiut] (nach alter Rechtschreibung Íkamiut) ist eine wüst gefallene grönländische Siedlung im Distrikt Maniitsoq in der Qeqqata Kommunia.

## Lage
Ikkamiut liegt an der Spitze einer Halbinsel zwischen den Fjorden Ikkamiut Kangerluarsuat und Sermilinnguaq. Die nächsten bewohnten Orte sind Maniitsoq 24 km südlich und Kangaamiut 34 km nordwestlich.

## Geschichte
Zu Beginn der Kolonialzeit war Ikkamiut stark bewohnt. 1775 hieß es, dass der Ort unbewohnt war und nur im Winter als Jagdplatz der Bewohner von Maniitsoq genutzt wurde. Auch Carl Ludwig Giesecke bezeichnete den Ort noch 1812 als Winterwohnplatz.
Später hatte Ikkamiut den Status eines Udsteds und 52 Bewohner, wie Hinrich Johannes Rink in den 1860er Jahren erwähnte, als er durch eine Lawine zerstört wurde, wobei einige Bewohner ums Leben kamen. Es ist anzunehmen, dass dieses Ereignis in der ersten Hälfte der 1870er Jahre geschah und Ikkamiut danach als Wohnplatz neugegründet wurde.
Ab 1911 gehörte Ikkamiut zur Gemeinde Sukkertoppen. 1918 lebten 28 Menschen im Ort, die in vier Häusern wohnten. Ein Katechet unterrichtete in einem Wohnhaus. Die Bewohner, unter denen vier Jäger und drei Fischer waren, lebten von der Jagd auf Robben, Rentiere und Füchse, aber die Jagd war wenig erfolgreich in dieser Zeit.
1933 wurde ein Fischhaus errichtet. 1942 lebten 61 Menschen in Ikkamiut. 1950 waren es noch 47 und 1953 verließen die letzten Bewohner den Ort.